# اگوادا دو پاساجراس
اگوادا دو پاساجراس (به اسپانیایی: Aguada de Pasajeros) یک منطقهٔ مسکونی در کوبا است که در استان سینفیوگوس واقع شده‌است. اگوادا دو پاساجراس یکی از شهرهای پرجمعیت و مهم در استان سینفیوگوس است و دارای اهمیت اقتصادی و تجاری بالایی است. این شهر به دلیل واقع شدن در منطقه‌ای با خاک حاصلخیز و مستعد کشاورزی، به عنوان یکی از مراکز تولیدات کشاورزی در کوبا شناخته می‌شود. همچنین، این شهر دارای صنایعی مختلف نیز است که به تولید محصولات متنوعی از جمله مواد غذایی، البسه، کفش و محصولات چوبی می‌پردازند.
از دیدگاه گردشگری، اگوادا دو پاساجراس دارای جاذبه‌های تاریخی و فرهنگی متعددی است که بازدید کنندگان را به خود جذب می‌کند. از جمله این جاذبه‌ها می‌توان به کلیسای سنت آنتونیو، کلیسای سنت ترزا، موزه تاریخی اگوادا دو پاساجراس و بازار محلی این شهر اشاره کرد.

## خصوصیات
اگوادا دو پاساجراس ۶۸۰ کیلومترمربع مساحت و ۳۱٬۶۸۷ نفر جمعیت دارد و ۲۵ متر بالاتر از سطح دریا واقع شده‌است.